# Nochistlán de Mejía (stad)
Nochistlán de Mejía is een stad in de Mexicaanse deelstaat Zacatecas. Nochistlán is de hoofdplaats van de gemeente Nochistlán de Mejía en heeft 15.322 inwoners (census 2005).
Nochistlán is gelegen in een vallei tussen de Cerro la Joya en de Sierra Nochistlán, niet ver van de grens met Jalisco.
In de precolumbiaanse tijd werd de omgeving van Nochistlán bewoond door de Tecuexes, in Chichimeekse stam. De naam is afkomstig uit het Nahuatl en betekent 'scharlaken plaats', naar de kleurstof die verkregen werd uit in de omgeving levende insecten. In Nochistlán werd in 1531 de stad Guadalajara gesticht door Nuño Beltrán de Guzmán. Die stad werd korte tijd later meer naar het zuiden verplaatst, op de plaats waar ze zich tegenwoordig bevindt. Tijdens de Mixtónoorlog werd rond Nochistlán hevig gevochten. De opstandelingenleider Tenamaxtli was afkomstig uit Nochistlán en Pedro de Alvarado kwam hier tijdens de gevechten om het leven.
In 1864, tijdens de Franse interventie in Mexico, verdedigde kolonel J. Jesús Mejía Nochistlán fel tegen de Fransen. Desalniettemin wisten de Fransen de plaats in te nemen, en Mejía werd samen met honderd anderen gefusilleerd. Hiervoor heeft de plaats 'Heldhaftig Nochistlán van Mejía' als eretitel gekregen.

## Stedenbanden
- Guadalajara (Mexico)